# 사엘주
사엘주(프랑스어: Sahel)는 부르키나파소 북부에 위치한 주로 주도는 도리이며 면적은 35,350km2, 인구는 808,928명(2006년 기준)이다. 남동쪽으로는 동부주, 남쪽으로는 중북부주, 남서쪽으로는 북부주와 접하며 북서쪽으로는 말리, 북동쪽으로는 니제르와 국경을 접한다. 4개 현(우달란현, 세노현, 숨현, 야가현)을 관할한다.